# هاريس مارتن
هاريس مارتن (بالإنجليزية: Harris Martin)‏ (1865 - 1903) هو ملاكم أمريكي، صنّف ضمن فئة الوزن المتوسط.

## روابط خارجية
- هاريس مارتن على موقع بوكس ريك (الإنجليزية) (registration required)